# Hwacheon
El condado de Hwacheon (Hwacheon-gun) es un condado en la provincia de Gangwon, Corea del Sur. La frontera norte transcurre paralela a la Zona Desmilitarizada de Corea tan solo 9 km en algunos puntos. Los condados vecinos son Cheorwon en el noroeste y norte, Yanggu al este, Chuncheon al sur y la provincia de Gyeonggi-do al suroeste. El condado está formado por una gran extensión de montañas y ríos entre los cuales se encuentran pequeñas comunidades granjeras, bases militares y zonas de entrenamiento militar. Esta área es  conocida por sus rios, la trucha de pantano, nutrias endémicas y un escenario natural dramático.

## Demografía
Por el 2005, la población de era de 23.822 habitantes. De éstos, 12.471 eran masculinos frente a la población femenina que era de 11.351. Tan solo 90 de estas personas (0,38%) eran residentes extranjeros - 20 hombres y 70 mujeres. La tamaño familiar medio era de 2,4 personas y 3.577 habitantes (15%) tenía más de 65. En dichas estadísticas no se reflejan los soldados establecidos en el área que aproximadamente eran 35.000 personas.

## Historia
Debido a su terreno accidentado y sus duros inviernos, Antes del siglo XX, Hwacheon siempre había estado prácticamente despoblado con pequeños pueblos diseminados a lo largo de los principales ríos. Durante la ocupación japonesa de Corea se finalizó la presa de  Hwacheon en 1944, proporcionando una fuente de energía eléctrica al (entonces) centro de Corea. Debido a su valor estratégico tanto como central eléctrica como arma en potencia (inundando intencionadamente las áreas más bajas), esta presa fue fuente de muchos conflictos durante la Guerra de Corea, acabando dentro de territorio aliado durante el establecimiento de la Zona Desmilitarizada de Corea al norte en 1953.

## Cultura
Debido a que la provincia de Gangwon es la región más fría de Corea del Sur, en Hwacheon se celebra un festival de pesca sobre hielo en el que miles de participantes intentan capturar el mayor número posible de sancheoneo, es decir, de trucha salvaje (en hangul: 산천어).  Tiene lugar en el arroyo Hwacheoncheon durante todo el mes de enero. Los organizadores del festival afirman que hay aproximadamente un millón de visitantes cada año.
Otros eventos anuales en Hwacheon incluyen el Jjokbae (Hangul: 쪽배, descenso de rápidos o rafting) a finales de julio, el festival del tomate a mediados de agosto y el festival del dragón.

## Gastronomía
Hwacheon es conocida por su samgyeopsal, un plato de cerdo que se puede encontrar en cada restaurante. El cerdo se cocina en una parrilla sobre brasas, cortado en tacos, envuelto en hoja de lechuga con ajo, arroz, pimientos picantes y otras verduras y salsas, para comer con las manos. Algunas variantes de este plato incluye el uso de ternera marinada en lugar de beicon.

## Ciudades hermanadas
- Seocho-gu, Corea del Sur
- Chatham-Kent, Canadá